# 中岳 (鹿角市・八幡平市)
中岳（ちゅうだけ）は、岩手県八幡平市と秋田県鹿角市にまたがる山である。

## 概要
標高1,024.2m。山頂には一等三角点と猿田彦の石碑がある。
四角岳の東方約1kmにある。なお、四角岳は中岳と比べて比較的名の通っている山だが、標高は中岳が高い。
一帯の山々の地下には良質の銅鉱石があったため、かつてこの一帯には不老倉鉱山・四角岳鉱山・細地鉱山などがあった。
登山道はそれぞれの流域から続いている。そのひとつである不老倉登山口は、大湯温泉郷（十和田大湯）から安久谷川（あくやがわ、米代川水系支流大湯川）に沿って設けられている林道の終点にある。
鹿角の大湯や草木の人からは、四角岳とともに「東ボッチ（帽子）」や「東山」と呼ばれていた。東山が雲ってボッチをかぶると、東風が吹き、その年は飢饉となる不吉な年であるとされた。周囲の人から高い山、美しい山として神聖視されて、中岳山頂には猿田彦の石碑が建てられた。猿田彦の石碑は天明3年(1832年)7月13日に、不老倉総山中の赤穂氏が行っている。この人は尾去沢鉱山の山師として活躍していた赤穂満矩という人物と考えられる。この人は、『下財聞書』（鉱山聞書）の記述を残しているが、その内容は探鉱法に関するもので、山形、日光の当たり方、草木の状況など山相から、露頭･転石･流砂の吟味などまで、当時としては、進んだ探鉱法を詳細に書いた本である。この人物が不老倉鉱山に何らかの関係を持ち、鉱山の繁栄や安全を祈って建立したものと想像される。(斎藤長八著「不老倉鉱山誌」)

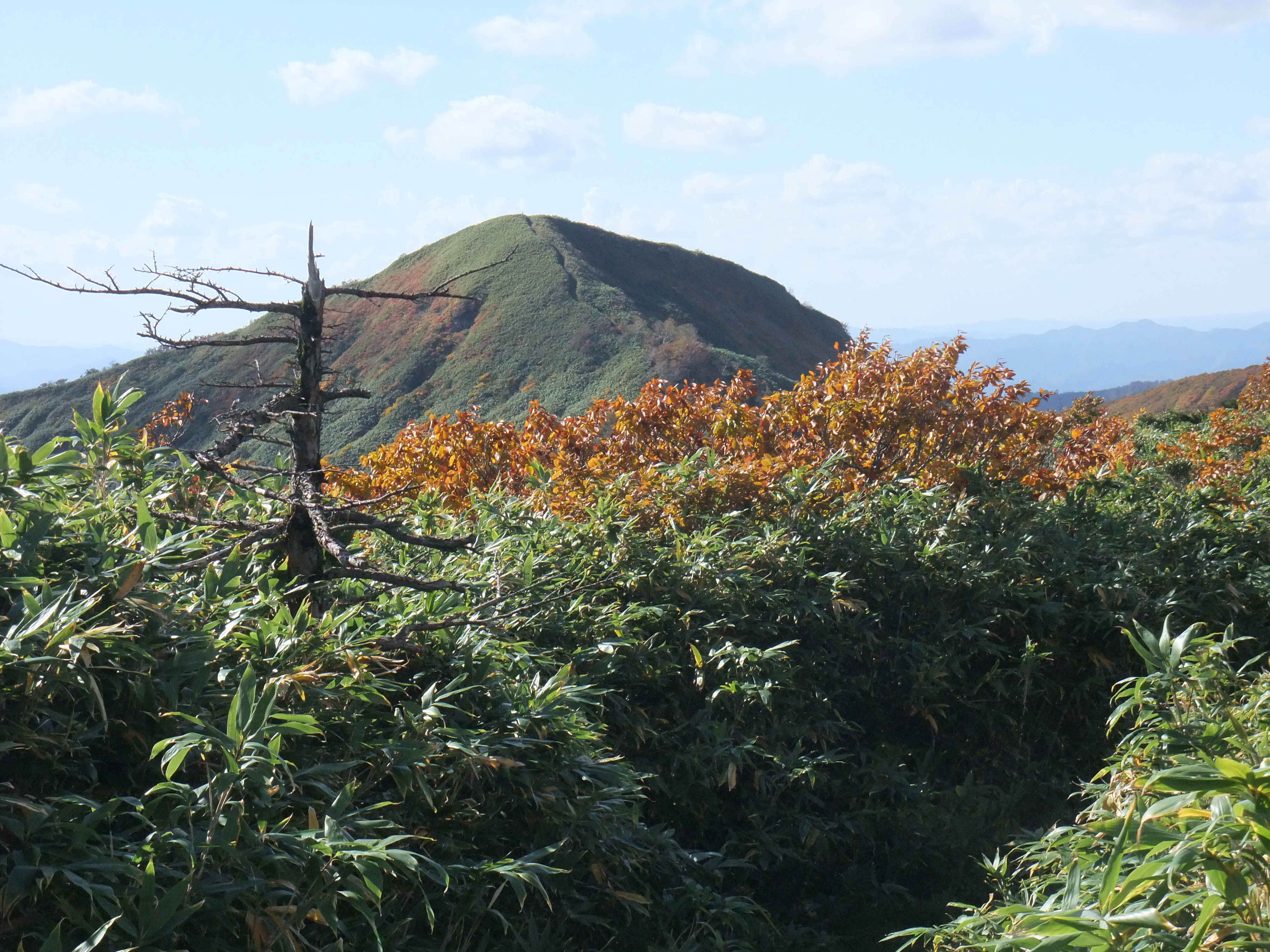
四角岳山頂付近から望む中岳
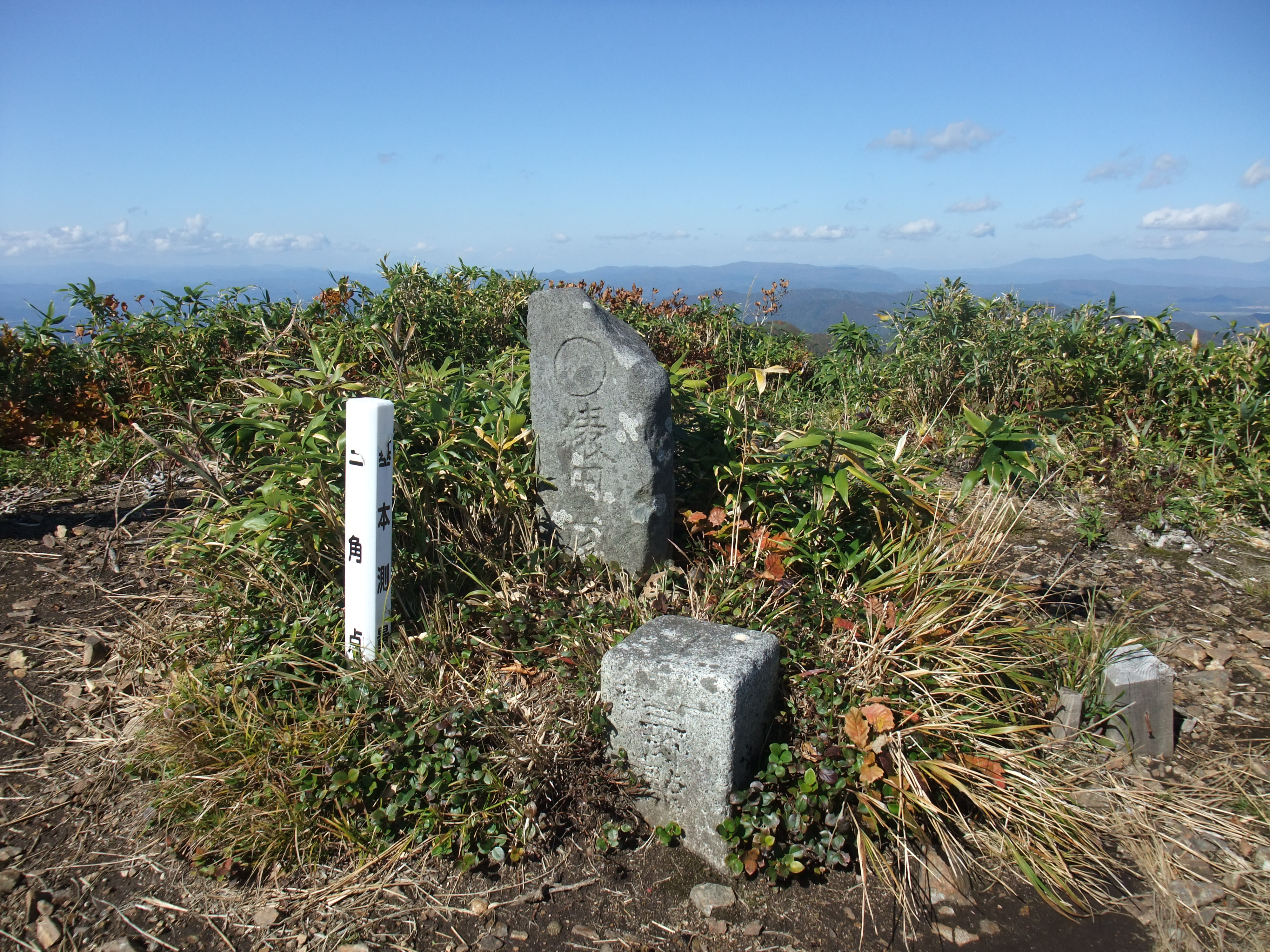
中岳山頂 猿田彦の石碑がある
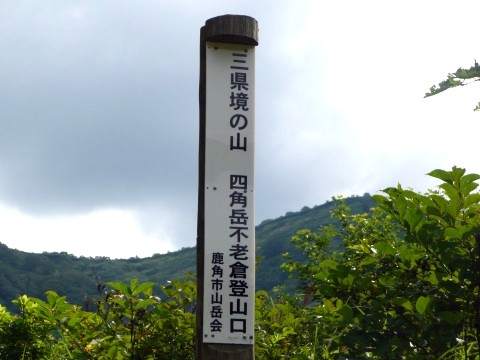
不老倉登山口

## 近くの山
- 四角岳
- 独鈷森